# 幸福への時間
「幸福への時間」（しあわせへのじかん）は、荻野目洋子の34枚目のシングル。1995年6月21日にビクターエンタテインメントよりリリースされた。

## 解説
- c/wの「IF YOU LOVE ME NOW 〜愛しさにさらわれて〜」と合わせて両A面シングルである。（公式ページではtrack2が全てc/wの表記で統一されているため、この形での記述とする）
- 「幸福への時間」は、荻野目自身主演のNHKドラマ『ドラマ新銀河・名古屋お金物語』の主題歌。

## 収録曲
1. 幸福への時間
作詞：上田知華 / 作曲：上田知華 / 編曲：松本晃彦
  - NHKドラマ『ドラマ新銀河・名古屋お金物語』主題歌
2. IF YOU LOVE ME NOW 〜愛しさにさらわれて〜
作詞・作曲：PASQUINI - REONAEDY / 日本語詞：渡辺なつみ / 編曲：土方隆行
  - フジテレビ系ドラマ『湘南リバプール学院』オープニングテーマ
3. 幸福への時間 (オリジナル・カラオケ)
4. IF YOU LOVE ME NOW 〜愛しさにさらわれて〜 (オリジナル・カラオケ)